# 奧科蒂約 (亞利桑那州)
奧科蒂洛（英語：Ocotillo）是位於美國亞利桑那州亞瓦派縣的一個非建制地區。該地的面積和人口皆未知。

## 地理
奧科蒂洛的座標為34°21′49″N 112°12′07″W / 34.36361°N 112.20194°W，而該地的平均海拔高度為1342米（即4403英尺）。